# Білбі (ссавець)
Білбі (Macrotis) — єдиний сучасний рід ссавців з родини білбових. Рід містить один сучасний вид і один відомий вимерлий. Родина білбових також містить два відомі викопні роди.

## Опис
Довжина тіла у середньому — 20–44 см, хвоста — 12–22 см, вага може сягати до 2,5 кг. Мають довге шовковисте хутро блакитно-сірого кольору. Черево — білувате. Хвіст кольору тіла в основі, далі — чорний, а білий наприкінці. У білбі великі загострені рідковолосі вуха. Корінні зуби великі з суцільно гладкою вгнутою поверхнею. Торба у самиць відкриває взад і вниз (щоб запобігти потрапляння ґрунту під час риття).

## Спосіб життя
Полюбляють напівпустелі. Ведуть нічний спосіб життя. Риють глибокі нори — до 1,5 м. Харчуються м'ясною їжею.
Білбі живуть парами. Період парування триває з березня до травня. Вагітність триває 12–14 днів. Народжується 1–2 дитинча.

## Розповсюдження
Рід білбі, як і родина білбових, є ендеміками Австралії.

## Систематика родини Thylacomyidae
Westerman et al. (2012) оцінили дату молекулярної дивергенції пізнього олігоцену ~25,8 мільйонів років для поділу між білбовими та бандикутовими, однак вік найдавніших зареєстрованих скам'янілостей (Liyamayi) оцінюються в ≈ 15 MA.
Thylacomyidae
рід Macrotis
вид Macrotis lagotis
вид † Macrotis leucura
рід †Ischnodon
вид †Ischnodon australis
рід †Liyamayi
вид †Liyamayi dayi